# St. Peter Line
 (août 2016).

Carte des destination

St. Peter Line (enregistrée à Chypre) est une compagnie maritime qui exploite des ferries entre Helsinki, Saint-Pétersbourg, Stockholm (depuis 2011) et Tallinn. La société est fondée en 2010, les premières traversées ont lieu en avril de cette même année. En décembre 2010, St Peter Line acquiert le Pride Of Bilbao à Irish Continental Groupe pour un montant de 37.7 millions d'euros pour une nouvelle route entre Saint-Pétersbourg et Stockholm.

## Histoire
Les opérations de St. Peter Line ont débuté en 2010, avec l'ouverture d'une ligne Helsinki - St Pétersbourg - Helsinki, opérée par le Princess Maria.
En 2011, le premier voyage du deuxième ferry, le Princess Anastasia, a lieu le 31 mars, entre Stockholm et Saint-Petersbourg. Le premier trajet du bateau était un itinéraire St Petersbourg - Stockholm - Tallinn - St Petersbourg. Parallèlement, la compagnie maritime propose de passer jusqu'à 72h sur le territoire russe sans avoir besoin de visa.
En 2014, lors des Jeux olympiques de Sotchi, les deux bateaux de St Peter Line ont fait office d’hôtels flottants pour les spectateurs des Olympiades. Une croisière spéciale avait également été organisée sur le Princess Anastasia pour convoyer le bateau (Saint-Pétersbourg - Copenhague - Amsterdam - Londres - Le Havre - Bilbao - Lisbonne - Gibraltar - Palma de Majorque - Athènes - Istanbul - Sotchi)

## Itinéraires
St Peter Line opère aujourd'hui deux lignes sur la mer Baltique
| Itinéraire                                                         | Fréquence        | Temps total de trajet |
| ------------------------------------------------------------------ | ---------------- | --------------------- |
| Helsinki - Saint-Pétersbourg - Helsinki                            | Tous les 2 jours | 18 heures             |
| Stockholm - (Helsinki) - Saint-Pétersbourg - (Tallinn) - Stockholm | Tous les 4 jours | 26 heures             |

## Flotte

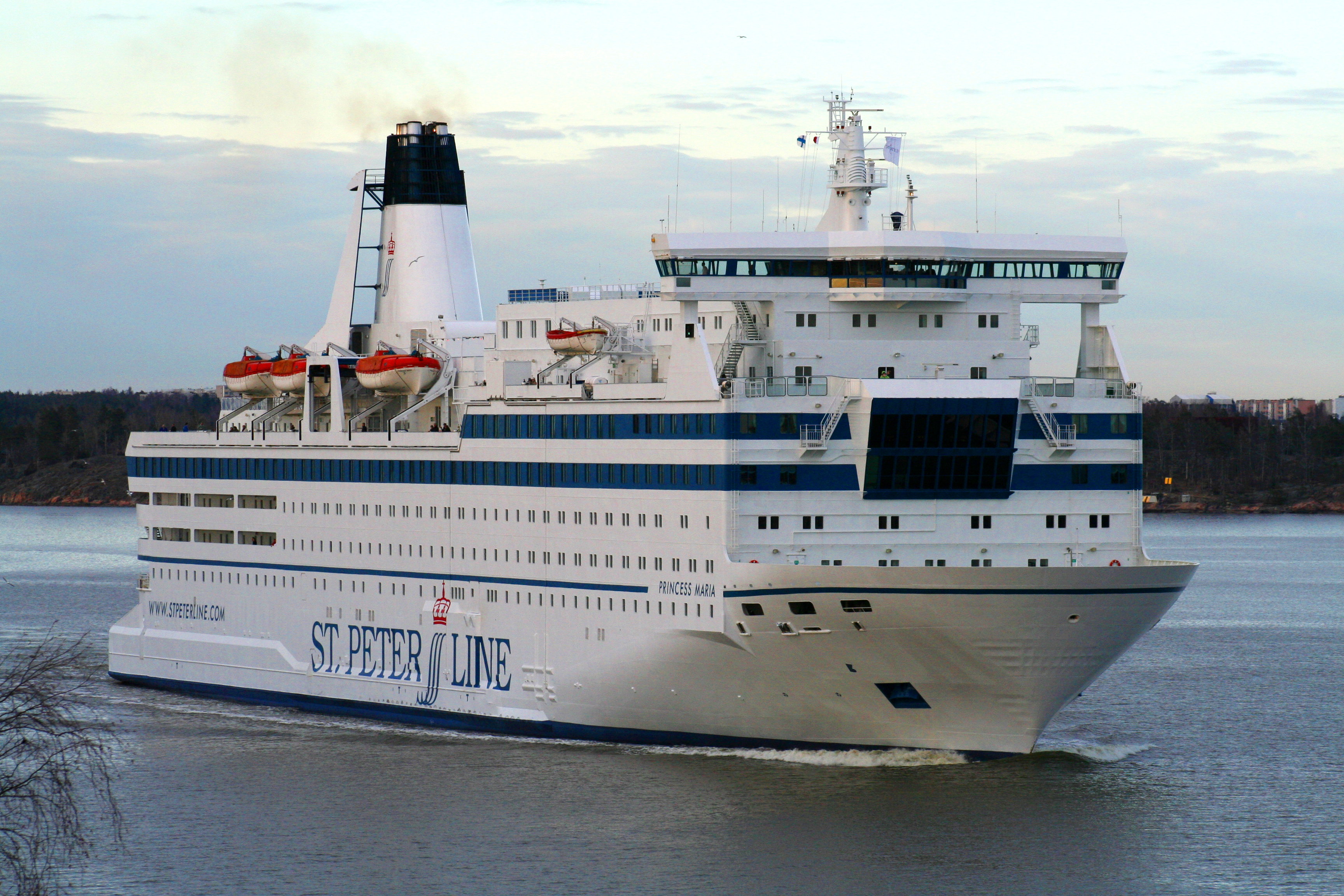
M/S Princesse Maria

| Nom                | Construction | Entrée en service | Tonnage | Passagers | Enregistré | Notes                                                        |
| ------------------ | ------------ | ----------------- | ------- | --------- | ---------- | ------------------------------------------------------------ |
| Princess Maria     | 1981         | 2010              | 25,905  | 1,676     | Malte      |                                                              |
| Princess Anastasia | 1986         | 2011              | 37,799  | De 2 500  | Malte      | Anciennement dans la flotte de P&O Ferries et de Viking Line |